# NGC 2550A
NGC 2550A is een spiraalvormig sterrenstelsel in het sterrenbeeld Giraffe. Het bevindt zich in de buurt van NGC 2550.

## Synoniemen
- UGC 4397
- MCG 12-8-43
- ZWG 331.43
- KUG 0823+739
- IRAS08230+7354
- PGC 23781